# Stokowczyk rdzaworzytny
Stokowczyk rdzaworzytny, strzyżyk kolumbijski (Henicorhina negreti) – gatunek małego ptaka z rodziny strzyżyków (Troglodytidae). Występuje endemicznie w górach zachodniej Kolumbii, m.in. w Parku Narodowym Munchique (Parque Nacional de Munchique), gdzie został odkryty.
Systematyka
Gatunek został naukowo opisany w 2003 roku. Holotyp, dorosłą samicę, odłowiono w lipcu 2000 roku. Naukowa nazwa gatunkowa, negreti, upamiętnia kolumbijskiego ornitologa Álvaro José Negreta. Nie wyróżnia się podgatunków.
Morfologia
Długość ciała około 11 cm. Masa holotypu (samicy) wynosiła 15,2 g, a paratypów – 15,4–16,7 g. Obie płci podobne do siebie. Ptak ten jest bardzo podobny do stokowczyka szaropierśnego (Henicorhina leucophrys).
Środowisko
Jego naturalnym środowiskiem są skrajnie wilgotne lasy mgliste w zachodnich Andach. Zwykle preferuje wyjątkowo gęsty podszyt oblepiony epifitami na obrzeżach lasów, osuwiskach i wzdłuż wąwozów strumieni. Spotykany w przedziale wysokości 2250–2640 m n.p.m.
Pożywienie
Żywi się stawonogami zbieranymi blisko dna lasu, zwykle poniżej 2 m od ziemi.
Status
Międzynarodowa Unia Ochrony Przyrody (IUCN) po raz pierwszy sklasyfikowała stokowczyka rdzaworzytnego w 2007 roku, nadając mu status gatunku krytycznie zagrożonego (CR – Critically Endangered); od 2018 roku uznaje go za gatunek narażony (VU – Vulnerable). Liczebność populacji szacuje się na około 2500–9999 dorosłych osobników, a jej trend uznawany jest za spadkowy. Główne zagrożenia dla gatunku to wylesianie i związana z tym zmiana klimatu na bardziej suchy.